# ماثيو هاليداي
ماثيو هاليداي (بالإنجليزية: Matthew Halliday)‏ هو لاعب كرة قدم بريطاني، ولد في 23 يناير 1987 في نورتش في المملكة المتحدة. لعب مع نادي توركي يونايتد ونادي هيرفورد ونورويتش سيتي.

## وصلات خارجية
- ماثيو هاليداي على موقع قاعدة بيانات كرة القدم.إي يو (الإنجليزية)
- ماثيو هاليداي على موقع Soccerbase.com (لاعب) (الإنجليزية)